# Cavendishia pedicellata
Cavendishia pedicellata är en ljungväxtart som beskrevs av J.L. Luteyn. Cavendishia pedicellata ingår i släktet Cavendishia och familjen ljungväxter. Inga underarter finns listade i Catalogue of Life.